# Distanciation (médiation)
Pour les articles homonymes, voir Distanciation.
La distanciation est une attitude qui consiste à « ne pas prendre pour soi ce qui n'est pas soi » (cf. Descartes).

## Définition générale
La distanciation consiste, pour le professionnel qui conduit un entretien, à ne pas s'impliquer dans les énoncés de son interlocuteur. Elle consiste dans des attitudes et des comportements de compréhension, sans éprouver l'émotivité de celui qui éprouve sympathie ou antipathie.
La distanciation n'est pas l'indifférence pas plus qu'une attitude de rejet, de repousser quelque chose ou quelqu'un. Au contraire, la distanciation en médiation permet l'accueil.
En médiation, la distanciation se traduit par la neutralité du médiateur relativement à la solution et à son impartialité relativement aux protagonistes du conflit.
La distanciation se travaille lors de l'apprentissage des techniques globales de l'alterocentrage, spécifique à la médiation professionnelle : (maïeutique, écoute active, reformulation, synthèse...).